# Diocesi di Daulia
La diocesi di Daulia (in latino Dioecesis Dauliensis) è una sede soppressa e sede titolare della Chiesa cattolica.

## Storia
Daulia, nei pressi della città di Davleia, è un'antica sede vescovile della Grecia, suffraganea dell'arcidiocesi di Atene.
È incerta l'origine della diocesi. Probabilmente sorse dopo l'invasione slava della Grecia e di certo prese il posto delle precedenti diocesi di Elatea e di Opo, andate distrutte. Appare per la prima volta in una Notitia Episcopatuum della fine del VII secolo (Janin) o dell'VIII secolo (van den Gheyn), ed è ancora documentata nelle Notitiae fino agli inizi del XV secolo. Unico vescovo noto nel primo millennio cristiano è Germano, menzionato in una iscrizione, morto nel 919. La sigillografia ha restituito i nomi di due vescovi, Basilio e Teodoro, vissuti tra X e XI secolo. Una serie episcopale di una quindicina di nomi è documentata dal XV secolo fino agli inizi del XIX secolo; alla fine del XVI secolo la diocesi assunse il nome di "diocesi di Daulia e Talantio"; nel 1833 la sede greca fu soppressa.
In seguito alla quarta crociata fu eretta una diocesi di rito latino con il titolo di Davaliensis. Essa possedeva anche un capitolo, dato che papa Innocenzo III confermò Randolfo, decano della chiesa di Davalia, il 22 gennaio 1208. Tra il 1208 ed il 1213 un anonimo vescovo latino di Daulia è spesso citato nelle lettere di papa Innocenzo III.
Dal XVI secolo Daulia è annoverata tra le sedi vescovili titolari della Chiesa cattolica; la sede è vacante dal 28 giugno 1972. I titolari del XVI e XVII secolo erano vescovi ausiliari di Spira.

## Cronotassi

### Vescovi greci
- Germano † (? - 919 deceduto)
- Basilio † (X/XI secolo)
- Teodoro † (seconda metà dell'XI secolo)

### Vescovi latini
- Anonimo † (tra il 1208 ed il 1213)
- J. † (14 ottobre 1222 - ?)
  - Sede in amministrazione apostolica
- Giovanni † (? - 1303 deceduto)
- Tommaso de Bonis † (1303 - 1305)
- Angelo † (? deceduto)
  - Antonio di Bondizza † (26 febbraio 1371 - circa 1375 deceduto) (amministratore apostolico)
- Filippo Ardizoni, O.F.M. † (28 gennaio 1376 - ?)
- Guglielmo, O.F.M. † (settembre 1384 - ?)
- Antonio † (? - circa 1392 deceduto)
- Nicola di Nardò, O.F.M. † (6 novembre 1392 - ?)
- Giovanni di Sant'Anna, O.S.A. † (30 luglio 1397 - circa luglio 1441 deceduto)

### Vescovi titolari
- Nikolaus Schigmers, O.S.A. † (7 aprile 1529 - 1541 deceduto)
- Georg Schweicker † (17 dicembre 1544 - 2 maggio 1563 deceduto)
- Matthias Ob † (10 giugno 1566 - 1572 deceduto)
- Heinrich Fabricius † (11 aprile 1575 - 1595 deceduto)
- Dionys Burckard † (11 marzo 1596 - 14 maggio 1605 deceduto)
- Theobald Mansharter † (3 aprile 1606 - 29 settembre 1610 deceduto)
- Johannes Streck † (30 maggio 1611 - ?)
- Wolfgang Ralinger † (20 novembre 1623 - gennaio 1663 deceduto)
- Johannes Brassert † (25 settembre 1673 - circa marzo 1684 deceduto)
- George Hay † (5 ottobre 1768 - 15 ottobre 1811 deceduto)
- Augustin Miletić, O.F.M. † (6 marzo 1803 - 18 luglio 1831 deceduto)
- José Antonio Laureano de Zubiría y Escalante † (19 ottobre 1830 - 28 febbraio 1831 nominato vescovo di Durango)
- José Benito Serra, O.S.B. † (7 agosto 1849 - 8 settembre 1886 deceduto)
- Antonio Maria Buglione † (1º gennaio 1891 - 11 settembre 1894 nominato arcivescovo titolare di Cesarea del Ponto)
- Amerigo Cialente † (18 marzo 1895 - 22 febbraio 1907 deceduto)
- Soter Stephen Ortynsky de Labetz, O.S.B.M. † (28 febbraio 1907 - 24 marzo 1916 deceduto)
- Stefano Aurelio Bacciarini † (12 gennaio 1917 - 27 giugno 1935 deceduto)
- William Henry Mellon † (21 agosto 1935 - 24 dicembre 1943 succeduto vescovo di Galloway)
- Franciszek Jop † (24 ottobre 1945 - 28 giugno 1972 nominato vescovo di Opole)